# Verhalten (Biologie)
Als das Verhalten eines tierischen, sozialen Lebewesens bezeichnet man in der Verhaltensbiologie „die Gesamtheit seiner Bewegungen, Lautäußerungen und Körperhaltungen“. Hierzu gehören auch alle äußerlich erkennbaren Veränderungen, „die der gegenseitigen Verständigung dienen und damit beim jeweiligen Partner [inner- und außartlich] ihrerseits Verhaltensweisen auslösen können“, also zum Beispiel Farbwechsel und die Absonderung von Pheromonen: „Ein Verhalten äußert sich meist in Muskelbewegungen, gelegentlich aber auch in Drüsentätigkeit oder Pigmentwanderung“. Als Verhalten von Tieren wird einerseits die Gesamtheit solcher Lebensvorgänge bezeichnet, andererseits können aber auch einzelne Verhaltensweisen, die während einer bestimmten Zeitspanne auftreten, als Verhalten bezeichnet werden.
Mit dem Tod eines Individuums enden alle seine Lebensvorgänge und daher endet auch sein Verhalten.

## Verhalten und Verhaltensforschung
Laut Gerard Baerends (1956) können – wie auch beim Studium anderer biologischer Objekte – bei der Untersuchung von Elementen des Verhaltens drei Fragen gestellt werden: „1. Welche Form besitzen die Verhaltenselemente und durch welche Mechanismen kommen sie zustande? – 2. Welche Funktion ist ihnen eigen? – 3. Wie haben sie sich im Verlauf der Evolution entwickelt?“ 1987 ergänzte Irenäus Eibl-Eibesfeldt, Verhalten werde von den Evolutionsbiologen verstanden als eine durch Gene und Lernen beeinflusste Anpassungsleistung eines Organismus an seine Umwelt: „So bemühen sich Verhaltensforscher darum herauszufinden, was ein Verhalten physiologisch verursacht, in welcher Weise es zur Eignung [gemeint ist: zum Überleben] beiträgt und wie es sich im Laufe der Stammes- und Individualgeschichte entwickelte. Die Beantwortung der verschiedenen Fragestellungen erfordert verschiedene Methoden, die an die in der klassischen Physiologie, Ökologie, der Motivations- und Systemforschung, der Entwicklungsphysiologie, der Genetik und der vergleichenden Morphologie anknüpfen“.
Zur Erforschung des Verhaltens der Individuen einer Art erstellen Verhaltensbiologen häufig zunächst ein Ethogramm und registrieren danach jede Verhaltensweise in einem Verhaltensprotokoll.

### Ursachen von Verhalten

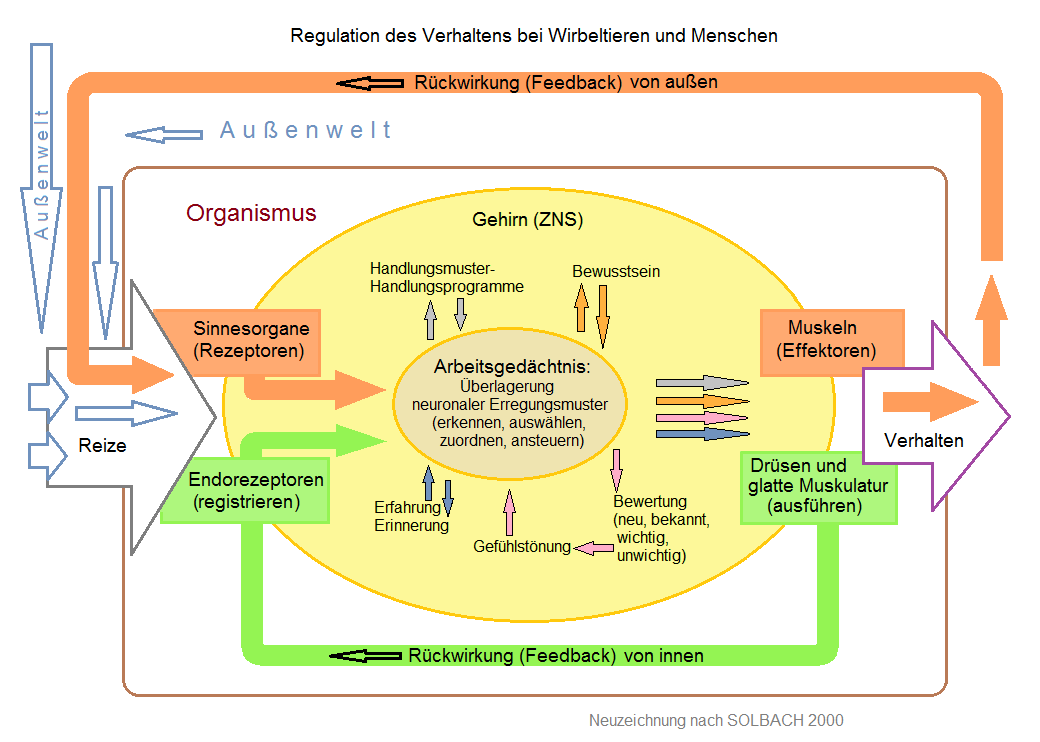
Modell: Regulation des Verhaltens. Die Regelkreise können sowohl Selbstverstärkereffekte als auch negative Rückkopplung beinhalten.

Ein bestimmtes Verhalten kann sowohl durch einfache innere, physiologische Reize (zum Beispiel: Hungergefühl) als auch durch komplexere, aber gleichfalls angeborene Komponenten („Instinktverhalten“; ein Beispiel ist die Suche nach Futter) ausgelöst werden. Verhalten kann ferner als Reaktion auf Veränderungen in der Umwelt ausgelöst werden; in diesem Fall wird es durch exogene Reize ausgelöst. Eine klare Aussage, in welchem Maße innere und äußere Ursachen für ein bestimmtes Verhalten verantwortlich sind, ist für den Beobachter häufig nicht möglich. Als gesichert gilt heute, dass auch angeborene Verhaltensweisen durch Erfahrung – durch Lernen – verändert werden können.
Der Suche nach den Ursachen von Verhalten widmet sich nahezu jede heute entstehende Studie auf dem Gebiet der Verhaltensbiologie; nur noch sehr selten sind rein beschreibende Studien, wie sie die klassische vergleichende Verhaltensforschung und den Behaviorismus auszeichneten. Gleichwohl ist auch heute noch eine klare Beschreibung von Verhaltensweisen stets die Voraussetzung für eine weitergehende Analyse.
Generell lassen sich zwei Arten von Ursachen gegeneinander abgrenzen: die proximaten und die ultimaten Ursachen von Verhalten:
- proximate Ursachen sind die unmittelbaren Ursachen: Welche inneren (physiologischen, neurologischen, hormonellen) und äußeren (von der Umwelt verursachten) Faktoren erzeugen ein gerade beobachtbares Verhalten?
- ultimate Ursachen sind die im Verlauf der Stammesgeschichte entstandenen Eigenschaften: Auf der Grundlage welcher Gene und welcher ererbten Verhaltensprogramme vollzieht sich das beobachtbare Verhalten?

Häufig muss zudem eine dritte Ursache berücksichtigt werden:
- die Einflüsse früher gezeigter Verhaltensweisen: Welche individuellen Erfahrungen (Lernen, Prägung) beeinflussen den Ablauf des beobachtbaren Verhaltens.

Zur Erforschung des Phänomens Verhalten tragen demzufolge viele Forschungsgebiete bei. Neben den diversen Richtungen der Verhaltensbiologie sind dies vor allem:
- die Evolutionsbiologie und die Genetik, u. a. mit Untersuchungen zu den stammesgeschichtlichen Wurzeln und zur Vererbbarkeit von Verhalten;
- die Ökologie, u. a. mit Studien zur wechselseitigen Beeinflussung des Verhaltens von bestimmten Tierarten in bestimmten Biotopen;
- die Entwicklungsbiologie mit Studien zum Beispiel zum Zusammenhang von Ontogenese und Verhaltensentwicklung;
- die Physiologie und die Neurobiologie, u. a. mit Untersuchungen über den Zusammenhang von Hormonen und Verhalten, über das Zusammenwirken von Sinnesorganen, Nervenzellen, Gehirn und Muskeln – auch in Bezug auf Gedächtnis und Lernen;
- die Kognitionswissenschaft und die Psychologie mit ihren jeweiligen Fragestellungen in Bezug auf den Menschen, gelegentlich aber auch – zum Beispiel bei der Erforschung von Sprachfähigkeit und Intelligenz – in Bezug auf Schimpansen und andere Menschenaffen;
- sowie die Sexualforschung, die Ernährungswissenschaft, die Sozialwissenschaften und auch die Friedensforschung mit ihren spezifischen Fragestellungen in Bezug auf den Menschen.

### Aktivität
„Verhalten ist vor allem aus Muskelaktionen (Kontraktion, Relaxation) aufgebaut; daneben dürfen auch andere Aktivitäten wie z. B. Sekretion und Chromatophorenänderungen zum Verhalten gerechnet werden. Soll aus diesen Aktionen eine Bewegung eines mehr oder minder umfassenden Körperteils entstehen, dann müssen sie in Raum und Zeit geordnet werden.“ Verhalten ist folglich stets an lebende Individuen oder Gruppen gebunden – auch Steine können von einer Klippe abbrechen und sich so abwärts bewegen; diese Bewegung wurde aber vollständig von äußeren Einflüssen verursacht. Sie ist keine „Eigenleistung“ eines aktiv agierenden oder reagierenden Subjekts, für das die als Verhalten bezeichnete Veränderung, Bewegung, Haltung oder Äußerung eine bestimmte Funktion (einen Zweck, eine Bedeutung) hat. Für eine Zecke, die sich von einem Strauch auf ein warmblütiges Tier fallen lässt, hat das Fallen hingegen zweifelsfrei eine Funktion. Die Bezeichnung Verhalten wird daher in aller Regel nur auf Lebewesen mit der Möglichkeit zur Informationsverarbeitung, z. B. einem Nervensystem, angewandt, die zur aktiven Fortbewegung (zumindest zeitweise) fähig sind. Allerdings können auch die Bewegungen von fest sitzenden Nesseltieren als Verhalten eingeordnet werden.

### Ruhe und Starre
Verhalten ist nicht nur an sichtbare Bewegungen oder Veränderungen eines Organismus gebunden. Verhalten äußert sich auch in Erscheinungen wie Ruhe, Schlaf, Tragestarre, Angststarre oder Lauerstellung, die über eine bestimmte Zeitspanne hinweg stationäre Zustände sind. Ein still sitzendes Schmetterlingsweibchen, das Duftstoffe aussendet oder ein bewegungslos ins Leere starrender Mensch (ein „Denker“) verhalten sich auch ohne erkennbare Bewegung.
Man kann in einem Gedankenexperiment versuchen, Situationen zu finden, in denen man sich nicht verhält – selbst extrem passive Zustände wie tiefer Schlaf wird man dieser Kategorie des „Nicht-Verhaltens“ kaum zurechnen mögen. Verhaltensbiologen haben daher einen von Paul Watzlawick in seinem Buch Menschliche Kommunikation formulierten Satz so abgewandelt: „Man kann sich nicht nicht-verhalten.“ Extremsituationen, die die Selbständigkeit und Unabhängigkeit des Individuums vollständig in Frage stellen (beispielsweise der Prozess des Sterbens und tiefe Bewusstlosigkeit), können als Ausnahme von Watzlawicks Formulierung verstanden werden.

### Physiologie
Gelegentlich wird das Wort Verhalten auch von Biologen in einem sehr weitgehenden Sinne verwendet: dass sich nämlich jede Körperzelle und jedes Organ in einem Organismus auf eine definierte Art und Weise „verhält“ oder verhalten sollte. Beispielsweise können die Nesselzellen von Medusen noch relativ lange ihre Funktion erfüllen, nachdem ein Tier an den Strand gespült wurde und an ihm keine weiteren Lebenszeichen mehr zu beobachten sind. Im Allgemeinen wird diese Art des Verhaltens innerhalb eines Lebewesens jedoch dem Gebiet der Physiologie zugerechnet (siehe auch: Pathophysiologie). Die Wechselbeziehungen zwischen der Physiologie und dem Verhalten im ethologischen Sinne sind allerdings umfangreich und sind Forschungsgegenstand vieler Disziplinen in der Verhaltensbiologie.

### Unwillkürliche Bewegungen
Eine Einschränkung der Definition von Verhalten bezieht sich schließlich auf sichtbare und für das Individuum bedeutende Bewegungen, die gleichwohl als rein passiv gedeutet werden können: Die Bewegungen des Darms oder die bloße Absonderung von Schweiß aus den Hautdrüsen bei Hitze wird man im Allgemeinen nicht als Verhalten bezeichnen. Hingegen fallen Tätigkeiten wie das Absetzen von Kot und Urin eindeutig unter diese Kategorie.

### Vergleich über Artgrenzen
Forscher aus dem Umfeld der zunächst vergleichende Verhaltensforschung und später Ethologie genannten Richtung der Verhaltensbiologie waren die ersten, die systematisch das Verhalten unterschiedlicher Arten miteinander verglichen haben. Konrad Lorenz beispielsweise wurde in Fachkreisen vor allem wegen seiner bereits in den 1930er-Jahren publizierten, vergleichenden Studien an Enten und Gänsen geschätzt: Er hatte Verhaltensweisen in ähnlicher Weise zueinander in Beziehung gesetzt, wie dies in der vergleichenden Anatomie schon lange der Fall war. So konnte in einigen Fällen auch die Stammesgeschichte von Verhaltensweisen nachvollzogen werden.
Beim Vergleich von Verhaltensweisen verschiedener Arten wird zwischen homologem Verhalten und analogem Verhalten unterschieden. Homologe Verhaltensweisen sind solche, die sich phylogenetisch voneinander ableiten lassen, also den gleichen Ursprung haben. Analoge Verhaltensweisen sind solche, die trotz verschiedenem Ursprung eine vergleichbare Ausprägung haben. Sie sind Ergebnis phylogenetischer Anpassungen an gleiche Selektionsfaktoren, zum Beispiel gleiche Lebensräume. Analoge Verhaltensweisen lassen sich bei Menschen und Haushunden beobachten.
Während das Vergleichen von Verhaltensweisen nahe verwandter Arten als Methode der biologischen Forschung heute allseits akzeptiert ist, lehnen die meisten Verhaltensbiologen – im Unterschied zu Laien – Analogieschlüsse von einer Art zu einer nur entfernt verwandten Art ab. Dies gilt insbesondere für eine Übertragung von menschlichem Verhalten auf Tiere. Auch gibt es kaum experimentelle Untersuchungen, die es beispielsweise zuließen, Stimmungen wie Trauer, Wut, Depressionen u. Ä., die dem Menschen eigen sind, auch Tieren zuzusprechen. Dennoch haben zum Beispiel die Experimente von Harry Harlow gezeigt, dass zumindest viele Primaten in Stimmungen versetzt werden können, die denen des Menschen außerordentlich ähnlich sind.
Auch bei domestizierten Tieren, zumal bei solchen, die in natürlicher Umgebung in sozialen Gruppen leben, lassen sich beim Verlust der Bezugsperson Verhaltensänderungen feststellen, die denen eines trauernden Menschen vergleichbar sind. Dies gilt auch für einige Tierarten, bei denen die ausgewachsenen Individuen in langjähriger sexueller Partnerschaft leben. Durch Konrad Lorenz bekannt geworden ist vor allem das intensive Suchverhalten von weiblichen Graugänsen, die ihren Partner verloren haben.

## Beispiele für komplexe Verhaltensweisen
- Kommunikation | Stimmfühlung | Sozialverhalten | Spielverhalten | Werkzeuggebrauch bei Tieren
- Balz | Imponierverhalten | Sexual- und Fortpflanzungsverhalten | Brutpflege | Bettelverhalten | Eintrageverhalten
- agonistisches Verhalten | Aggression | Infantizid | Futterneid
- Territorialverhalten | Erkundungsverhalten | Schwarmverhalten | Fluchtverhalten
- Olfaktorische Kommunikation bei Hausmäusen
- Mengenunterscheidung bei Tieren

## Reaktionsformen von Pflanzen
Bei Pflanzen sprechen die Verhaltensforscher (und auch die Botaniker) traditionell eher von Reaktion als von Verhalten. Das umfasst dann alle biochemischen und biophysikalischen Vorgänge. Mit diesen Reaktionsformen beschäftigen sich u. a. die Physiologie und die Ökologie.

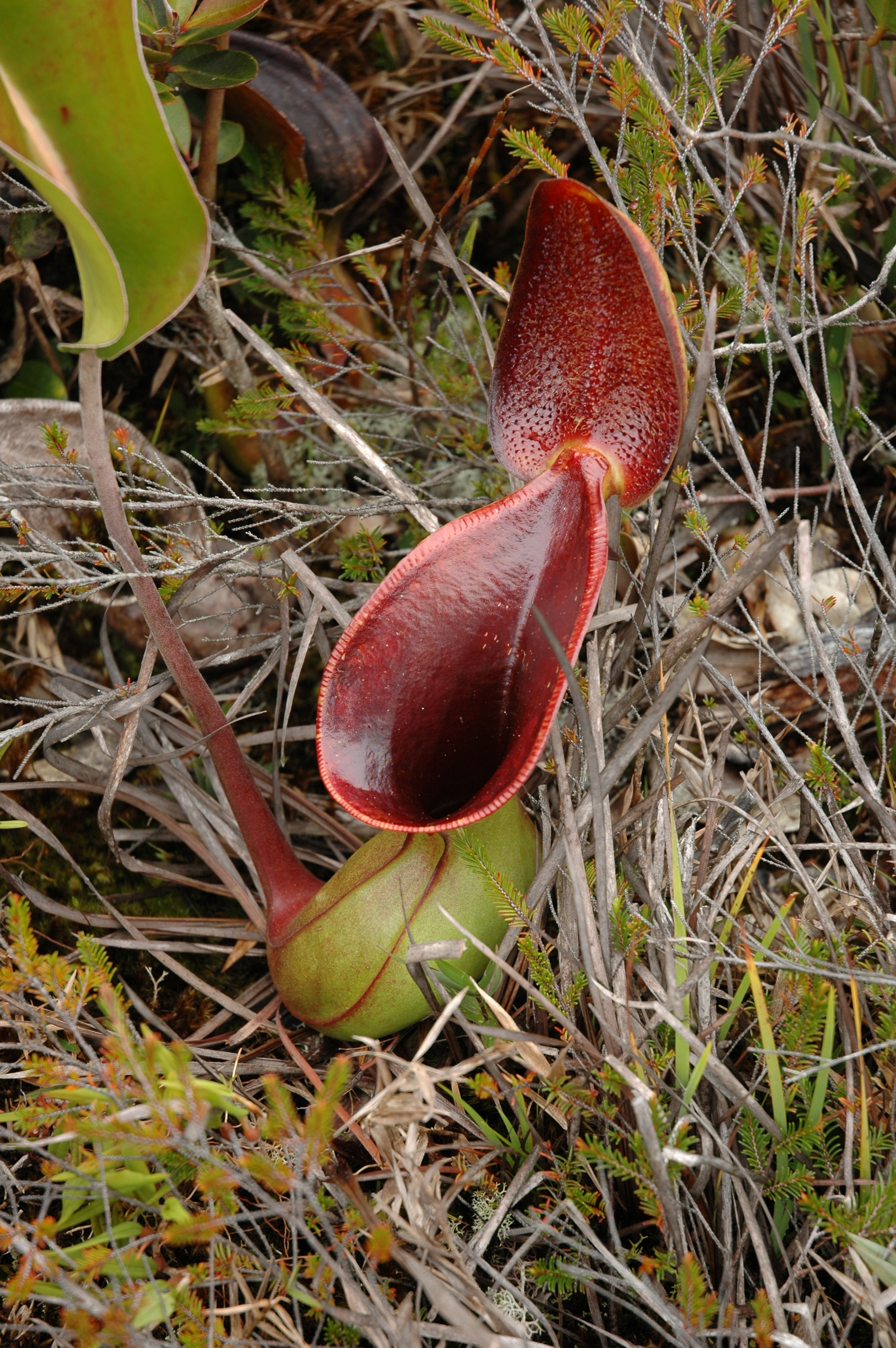
Kannenpflanze, Nepenthes lowii

Mittlerweile ist bekannt, dass auch Pflanzen, Pilze, Protisten und Bakterien auf Reize aus ihrer Umwelt reagieren und dass diese Reaktionen ähnliche Formen wie bei Tieren annehmen können.
Einige Beispiele hierfür sind:
- Fortbewegung bei Bakterien und Schleimpilzen
- Blattbewegungen und Informationsspeicherung der Mimose
- Phototaxis bei Euglena
- Reaktion auf Berührung von Beutetieren bei der Venusfliegenfalle
- Anlocken von Nährstofflieferanten bei Kannenpflanzen
- Einfangen von Bestäubern bei der Victoria-Seerose
- Rankenbewegungen bei Bohnen
- Nährstoffprüfung bei Erbsen

### Kannenpflanzen locken Nährstofflieferanten an
Diverse Kannenpflanzen, wie z. B. Nepenthes lowii und Nepenthes rajah, sind in den Bergen von Borneo heimisch, wo die Böden sehr nährstoffarm sind. Um dennoch an Nährstoffe zu gelangen, haben sich ihre Kannen im Laufe der Evolution zu kannenartigen Gefäßen geformt, die wiederum von Spitzhörnchen und anderen keinen Nagetiere als Toilette benutzt werden. Um die Gäste anzulocken, wird auf der Innenseite des Deckels ein süßes, klebriges Sekret gebildet. Die stark abführende Wirkung des Sekretes animiert die Nager, nachdem sie genug geschleckt haben, die Kanne direkt als Toilette zu nutzen. Mit dieser Strategie gelangt die Pflanze an dringend benötigte Nährstoffe.

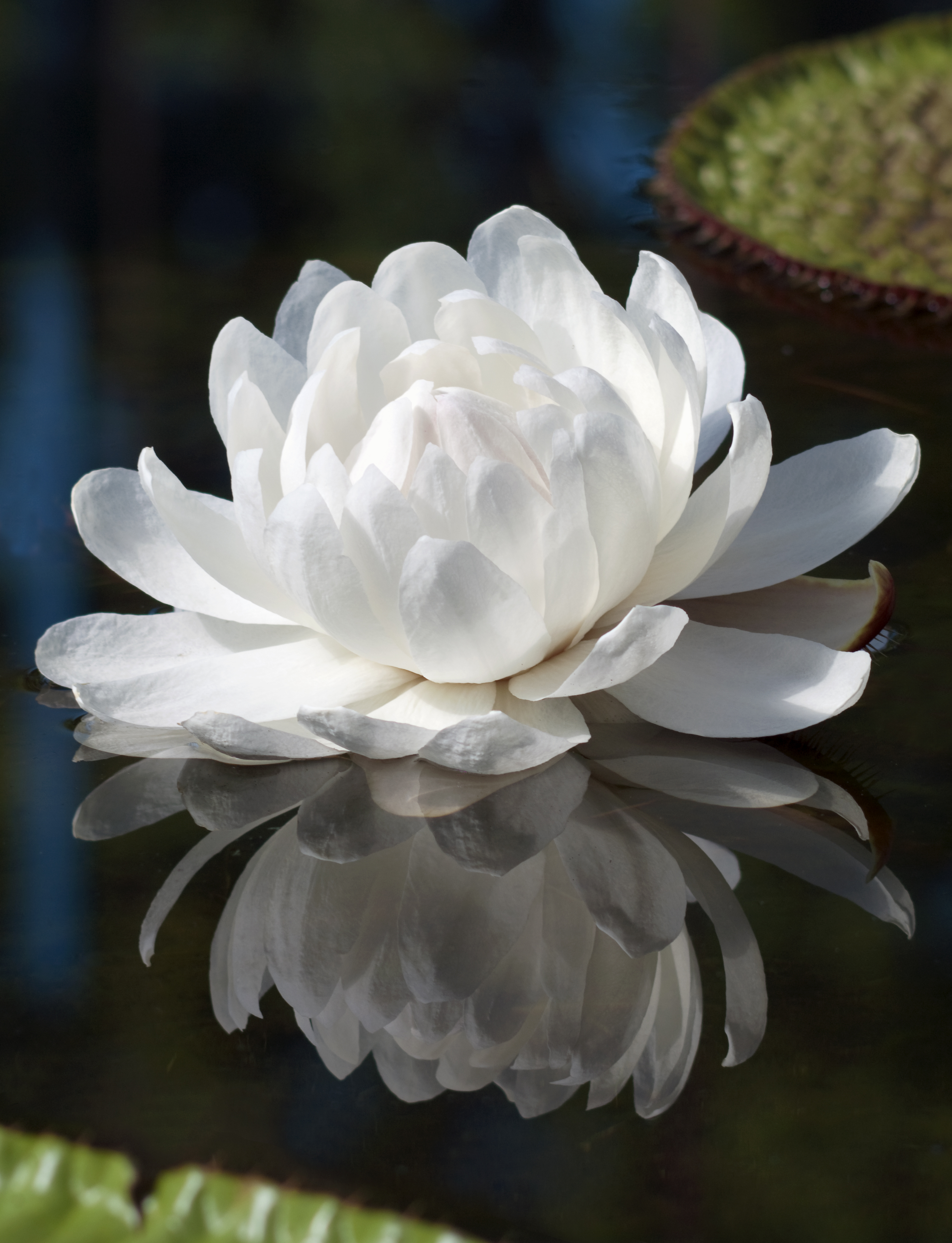
Weibliche Blüte der Victoria amazonica

### Victoria-Seerosen locken Käfer als Bestäuber an
In der Abenddämmerung öffnet die Amazonas-Riesenseerose (Victoria amazonica) ihre duftenden, weißen Blüten, um dämmerungsaktive Käfer zur Bestäubung anzulocken. Die weiblichen Blüten duften leicht nach Ananas, und die Temperatur im Blüteninneren liegt bei etwa 10 °Celsius über der Außentemperatur. Im besten Fall bringen die Käfer bereits Pollen aus einer anderen Blume mit, bevor sich die Blüte in den Morgenstunden schließt und den lichtscheuen Käfer im Blüteninneren einschließt. Während der Käfer in der Blüte verbleibt, ändert diese Geschlecht und Farbe. Mit Pollen beladen, lässt die Seerose ihren Bestäuber fliegen, nachdem sich die Blüte rosa gefärbt hat. Auch der süße Duft und die höhere Temperatur treten nur bei den weißen, weiblichen Blüten auf. Der Käfer fliegt daher, mit Pollen beladen, die nächste weibliche Blüte an.

### Erbsenpflanzen prüfen den Nährstoffgehalt des Bodens
Bereits 2016 veröffentlichte ein Forscherteam der University of Oxford Erkenntnisse über das Abwägen von Risiken bei Pflanzen. Die Versuchspflanzen wurden so eingepflanzt, dass ihre Wurzeln auf jeweils zwei Töpfe mit unterschiedlichem Nährstoffangebot Zugriff hatten, wobei es zwei unterschiedliche Kombinationen gab: zum einen ein stets gutes Nährstoffangebot kombiniert mit einem stets niedrigen Nährstoffangebot, zum anderen ein stets niedriges Angebot kombiniert mit einem zeitweise sehr guten, zeitweise niedrigen Angebot. Ergebnis: Die Pflanzen bildeten – wie zu erwarten war – in jenen Töpfen besonders viele Wurzeln aus, die konstant gut mit Nährstoffen versorgt wurden. Sie bildeten aber auch in jenen Töpfen mehr Wurzel aus, die unregelmäßig mit ergänzender Düngung versorgt wurden. Dabei nutzten die Pflanzen, wie zu erwarten war, die Wurzelspitzen, um den Nährstoffgehalt zu prüfen. Der britische Verhaltensökologe Alex Kacelnik bezeichnete diese Reaktionen als „strategisches Abwägen.“

### Mimosen lernen aus Erfahrung

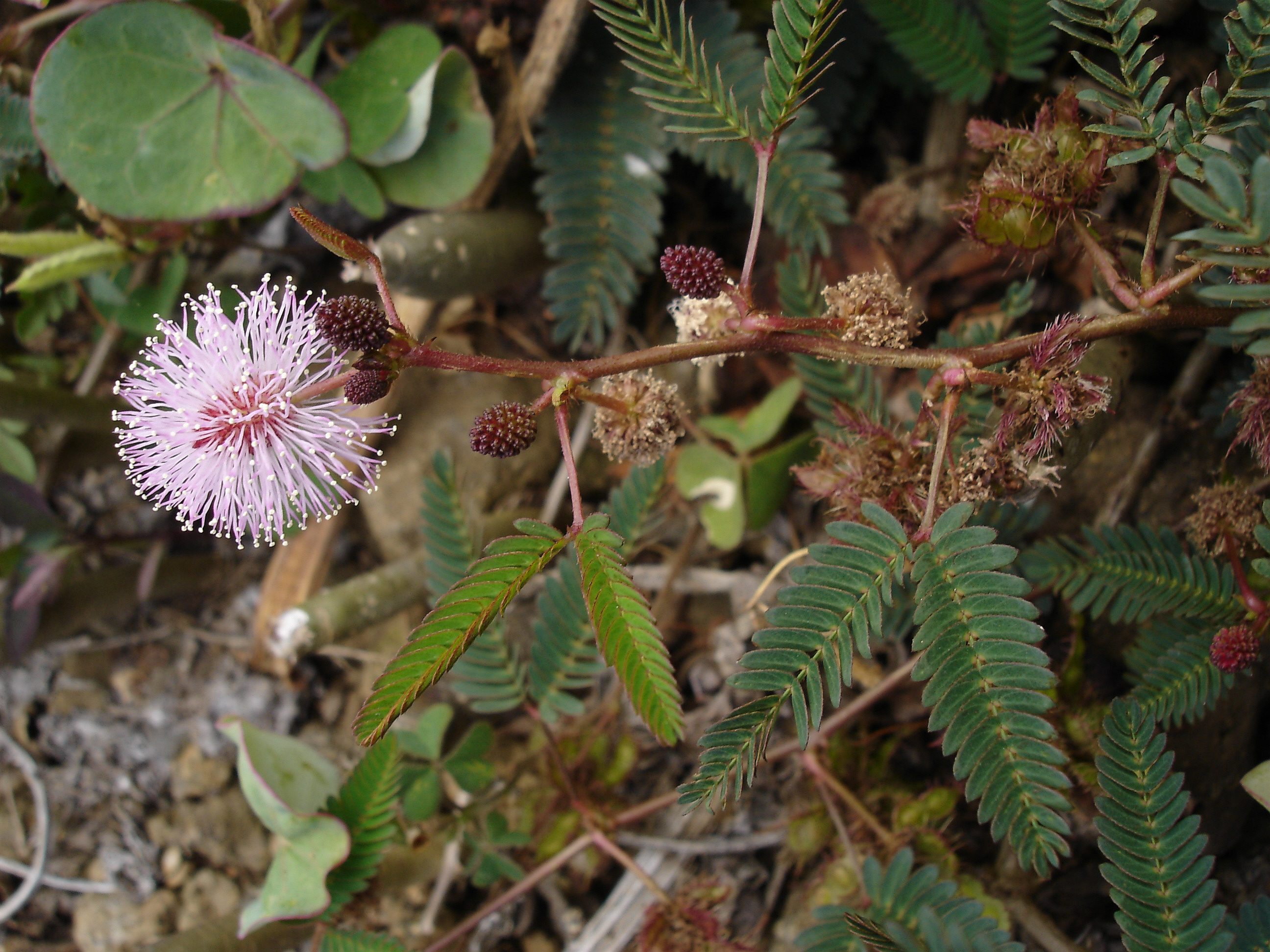
Blühende Mimosa pudica im entspannten Zustand

Durch Versuche fand das Forscherteam des italienischen Pflanzenneurobiologen Stefano Mancuso heraus, dass Mimosen sich, ähnlich wie Tiere, ansatzweise konditionieren lassen. Versuche zeigten, dass Mimosen über ein gewisses Erinnerungsvermögen verfügen müssen, da sie in der Lage sind, eine tatsächliche Gefahr von einer ungefährlichen Situation zu unterscheiden, wenn diese Situation ihnen bereits bekannt ist. In Experimenten wurden die Pflanzen einem, für sie gefahrlosen freien Fall aus mehreren Metern Höhe ausgesetzt. Wie zu erwarten war, reagierte die Pflanze zu Beginn der Versuchsreihe durch das Zusammenziehen ihrer Blätter auf die Erschütterung. Wurde das Experiment wiederholt, reagierte die Pflanze nach vier oder fünf Versuchen nicht mehr. Sie schien registriert zu haben, dass die Situation für sie ungefährlich war. Nach einer Ruhephase von 40 Tagen wurde das Experiment, mit der gleichen Pflanze wiederholt. Es erfolgte keine Reaktion durch das Zusammenziehen der Blätter. Die Pflanze hatte nicht nur registriert, dass der freie Fall nicht bedrohlich für sie war, sondern diese Information darüber hinaus abgespeichert und erneut abgerufen. Das „Erinnerungsvermögen“ der Mimose übertrifft somit das vieler Insekten, die Informationen lediglich innerhalb desselben Tages erneut abrufen können.

## Belege
1. 1 2  Verhalten. In: Klaus Immelmann: Grzimeks Tierleben, Sonderband Verhaltensforschung. Kindler Verlag, Zürich 1974, S. 639.
2. 1 2  Irenäus Eibl-Eibesfeldt: Grundriss der vergleichenden Verhaltensforschung. 7. Auflage. Piper, München und Zürich 1987, S. 17, ISBN 3-492-03074-2.
3. ↑  Gerard Baerends: Aufbau des tierischen Verhaltens. In: Johann-Gerhard Helmcke (Hrsg.): Handbuch der Zoologie. Band 8: Mammalia. 10. Teil, 1. Hälfte, 1956, S. 1.
4. ↑  Irenäus Eibl-Eibesfeldt: Grundriss der vergleichenden Verhaltensforschung, S. 17–18.
5. ↑  John Alcock: Das Verhalten der Tiere aus evolutionsbiologischer Sicht. G. Fischer, Stuttgart, Jena und New York 1996, S. 24, ISBN 978-3-437-20531-6.
6. ↑  Gerard Baerends, Aufbau des tierischen Verhaltens, S. 2.
7. ↑  Konrad Lorenz: Der Kumpan in der Umwelt des Vogels. Der Artgenosse als auslösendes Moment sozialer Verhaltungsweisen. In: Journal für Ornithologie. Band 83 (Heft 2 und 3), 1935, S. 137–215, 289–413, doi:10.1007/BF01905355. Nachdruck 1965 in: Über tierisches und menschliches Verhalten. Band I.
8. ↑  Karl-Heinz Skrzipek: Praktikum der Verhaltenskunde. Teubner, Stuttgart 1978, ISBN 978-3-519-03603-6, S. 37.
9. ↑  Mutualismus: Kloförmige Kannenpflanze goutiert Kot. Auf: spektrumde vom 11. März 2010, zuletzt abgerufen am 30. Mai 2022.
10. ↑  Botanischer Garten und Botanisches Museum Berlin: Die Victoria – Victoria amazonica. Auf: bgbm.org, zuletzt abgerufen am 23. Juli 2022.
11. ↑  Efrat Dener, Alex Kacelnik und Hagai Shemesh: Pea Plants Show Risk Sensitivity. In: Current Biology. Band 26, Nr. 13, 2016, S. 1763–1767, doi:10.1016/j.cub.2016.05.008.
Verhaltensforschung: Auch Pflanzen wägen Risiken ab. Auf: deutschlandfunk.de vom 1. Juli 2016.
12. ↑  Wir müssen nicht die Natur retten, sondern uns. Auf: fluter.de, Magazin der Bundeszentrale für politische Bildung, Nr. 78, Frühjahr 2021, zuletzt abgerufen am 30. Mai 2022.